# Naruto Shippūden: Ultimate Ninja 4
 (octobre 2019).
Si vous disposez d'ouvrages ou d'articles de référence ou si vous connaissez des sites web de qualité traitant du thème abordé ici, merci de compléter l'article en donnant les références utiles à sa vérifiabilité et en les liant à la section « Notes et références ».
Naruto Shippūden: Ultimate Ninja 4 est un jeu vidéo de combat développé par CyberConnect2 et édité par Namco Bandai Games, sorti en 2007 sur PlayStation 2.

## Histoire
L'histoire est un récit inédit situé durant l'ellipse temporelle entre la première et la seconde partie du récit.

## Personnages
Bien que principalement composé des versions de la première partie du récit, une partie des personnages voient leurs versions de la seconde partie apparaître.
Parenthèses indiquent le mode éveil d'un personnage.
- Naruto Uzumaki
- Sakura Haruno
- Kakashi Hatake
- Shikamaru Nara
- Rock Lee
- Neji Hyuga
- Tenten
- Might Guy
- Gaara
- Kankuro
- Temari
- Grand-Mère Chiyo
- Itachi Uchiwa
- Kisame Hoshigaki
- Deidara
- Sasori
- Jiraiya
- Tsunade
- Sasuke Uchiwa
- Hinata Hyûga
- Chôji Akimichi
- Ino Yamanaka
- Kiba Inuzuka
- Shino Aburame
- Shizune
- Equipe Konohamaru
- Hanabi Hyûga
- Asuma Sarutobi
- Kurenai Yuhi
- Anko Mitarashi
- 1er Hokage
- 2e Hokage
- 3e Hokage
- L'Éclair Jaune
- Orochimaru
- Kabuto Yakushi
- Kimimaro
- Sakon
- Tayuya
- Kidōmaru
- Jirōbō
- Zabuza Momochi
- Haku